# Gunung Malang (Sumberjambe)
Gunung Malang is een bestuurslaag in het regentschap Jember van de provincie Oost-Java, Indonesië. Gunung Malang telt 8104 inwoners (volkstelling 2010).